# Melwas
Melwas, auch Meleagant, Maleagant, Malagant, Melyagaunce, Melyagraunce („Der böse Ritter“), ist eine legendäre Figur des Sagenkreises um König Arthur/Artus. Er ist der Ritter, der Gwenhwyfar/Guinevere entführt und in einer Version der Sage von Lancelot erschlagen wird. Melwas ist der Sohn von Bagdemagus und König des „Sommerlandes“ (lat. in aestiva regione, möglicherweise Somerset).
Die früheste Lesart des Namens Melwas wird entweder als „der Todesprinz“ (Prince of Death) oder „Prinzlicher Jüngling“ (Princely Youth) angegeben.

## Erzählungen

### Vita des heiligen Gildas
In der Erzählung Vita des Heiligen Gildas (um 1130) von Caradoc of Llancarfan wird berichtet, dass König Arthur gegen Melwas auszieht, da dieser Gwenhwyfar nach Urbs vitrae (kymrisch Ynyswytin, „gläserne Stadt“ Glastonbury) verschleppt und vergewaltigt hatte (violatam et raptam). Der drohende Krieg wird durch das Eingreifen des Heiligen Gildas beigelegt, der durch seine Vermittlung Gwenhwyfar befreien und an Arthur zurückgeben kann.

### Melwas und Gwenhwyfar
Zwei rätselhafte Gedichtfragmente, die ein Streitgespräch zwischen Melwas, Kei und Gwenhwyfar schildern, sind aus dem 12. Jahrhundert überliefert. Es dürfte sich um eine Vorgeschichte des Raubes von Gwenhwyfar durch Melwas handeln. Die in der keltischen Sage immer wieder auftretende „Pförtnerszene“ (siehe dazu Pa ŵr yw’r porthor?, Kulhwch ac Olwen, Lugh und andere) wird hier insofern variiert, dass Kei den Jüngling Melwas abweisen will, möglicherweise aber auch Gwenhwyfar selbst dies tut. Da die beteiligten Personen nicht mit Namen benannt sind, wurde im 19. Jahrhundert angenommen, das bereits früher bekannte zweite Gedicht sei ein Streitgespräch zwischen Gwenhwyfar und Arthur. Dies wurde erst durch die spätere Auffindung des ersten Gedichtes (nach 1930) und einen Stil- und Inhaltsvergleich widerlegt. Die genaue Zuordnung der Textpassagen auf die Protagonisten ist bis heute umstritten.
Fragment I (Auszug):
„Halt ein, ein wenig! [snevin ?] Ich gebe meinen Wein  keinem Mann, der sich nicht meistert; wer sich in der Schlacht nicht stellt, erhebt sich nicht um seines Weines wider Kei.“
„In schwerer Rüstung durchschritt ich die Furt, bei Ebbe einen Faden tief, ich bin der Mann, der sich wider Kei erhebt.“
„Schweig, Bursche, schweig mit deinem Geschwätz! Bist du nicht besser, als du scheinst, so wirst du dich auch mit sieben anderen nicht wider Kei erheben.“
Fragment II (Auszug, Anschluss an den obigen Text):
„Gwenhwyfar mit dem Blick des Glanzes, verwirf mich nicht, wenn ich auch klein bin. Alleine würde ich mich wider hundert [Mann] erheben.“
„Still, Bursche, von Schwarz und Gelb! Während ich dich lang betrachte, scheint mir, dass ich dich schon früher sah!“
„Gwenhwyfar mit dem scharfen Blick, sag mir, wenn du es weißt, wo du mich schon früher sahst!“
„Ich sah einen Mann von mäßiger Größe an langem Tisch … Devon seinen Verwandten Wein einschenken.“
„Gwenhwyfar mit den vergnüglichen Reden, vom Munde einer Frau pflegen leere Worte [zu gehen]. Dort also hast du mich gesehen.“
Die Gedichte sind in der Form der Siebensilbler mit drei- oder vierzeiligen Strophen gestaltet.

### Lancelot oder der Karrenritter
Im Versroman Lancelot ou le Chevalier de la charrette („Lancelot oder der Karrenritter“) von Chrétien de Troyes setzt Meleagant erst mehrere Ritter des Hofes gefangen und behauptet dann, mit jedem kämpfen zu wollen, wenn vorher die Königin Guinevere als Pfand gestellt würde. Als König Artus sich von Keie hierzu überreden lässt, besiegt Meleagant den selbst antretenden Keie, sodass Gawaine und ein Unbekannter, der sich später als Lancelot du Lac zu erkennen gibt, dem Frevler nachsetzen müssen. Zusätzlich zu Chrétiens Version erscheint diese Geschichte im ersten Teil des Vulgata-Zyklus, im « Lancelot propre », der altfranzösischen mittelalterlichen Literatur. Er gilt als Quelle für Malorys „Ritter des Karrens“-Kapitel, “The Tale of Sir Launcelot and Quene Gwenyvere” in Le Morte Darthur.

### Neuzeitliche Versionen
In der neuzeitlichen Erzählung Melvas von Thomas Love Peacock über die Entführung Guineveres wird in Das Unglück von Elphin (1829) erzählt, dass die Rettung mit Hilfe von Taliessin erfolgte.
Die Tötung des Mellyagraunce durch Lancelot wird in Morris „Die Verteidigung Guineveres“(The Defence of Guenevere) geschildert. Andere Versionen der Geschichte sind in den Romanen Galahad von John Erskine, „Der König auf Camelot“ (The Once and Future King) von Terence Hanbury White oder Arthur Rex von Thomas Berger zu finden. In dem Abenteuerfilm Der 1. Ritter (USA 1995) wurde Meleagant unter dem Namen Malagant von Ben Cross gespielt.